# 姚良
姚良（よう りょう、1923年 - 2009年12月30日）は、洗礼名レオン（Leon）で、中華人民共和国河北省のカトリック西湾子教区補佐司教であり、28年間監禁された中国地下教会の聖職者。政府は彼の司祭の身分のみを承認し、司教職を承認しなかった。

## 生い立ち
1923年、姚良は河北省に生まれ、1946年に叙階された。1949年に中国共産党が政権を建てた後、姚良の宗教活動はますます制限を受けた。姚良は1956年に労改（労働改造所）に送られ、その2年後には、彼はバチカンに忠実な立場を堅持したので、終身監禁の判決を受けた。1984年に姚良は釈放されたが、厳重な監視を受けた。バチカンの同意の元に、2002年2月19日にカトリック西湾子教区補佐司教の座についた。2006年7月に、中国当局は再び彼を2年半監禁した。彼の沽源天主堂の祝福が監禁の主な原因であった。2009年1月25日に釈放され、2009年12月30日に世を去る。87歳であった。ミサは1月6日の午前に河北省崇礼県西湾子鎮天主堂で挙行されたが、当局は当地の保安を強化し、県外から葬儀に参加するのを妨害して司教級の人物が葬儀を進行するのを許さなかった。